# Gysbrecht Leytens

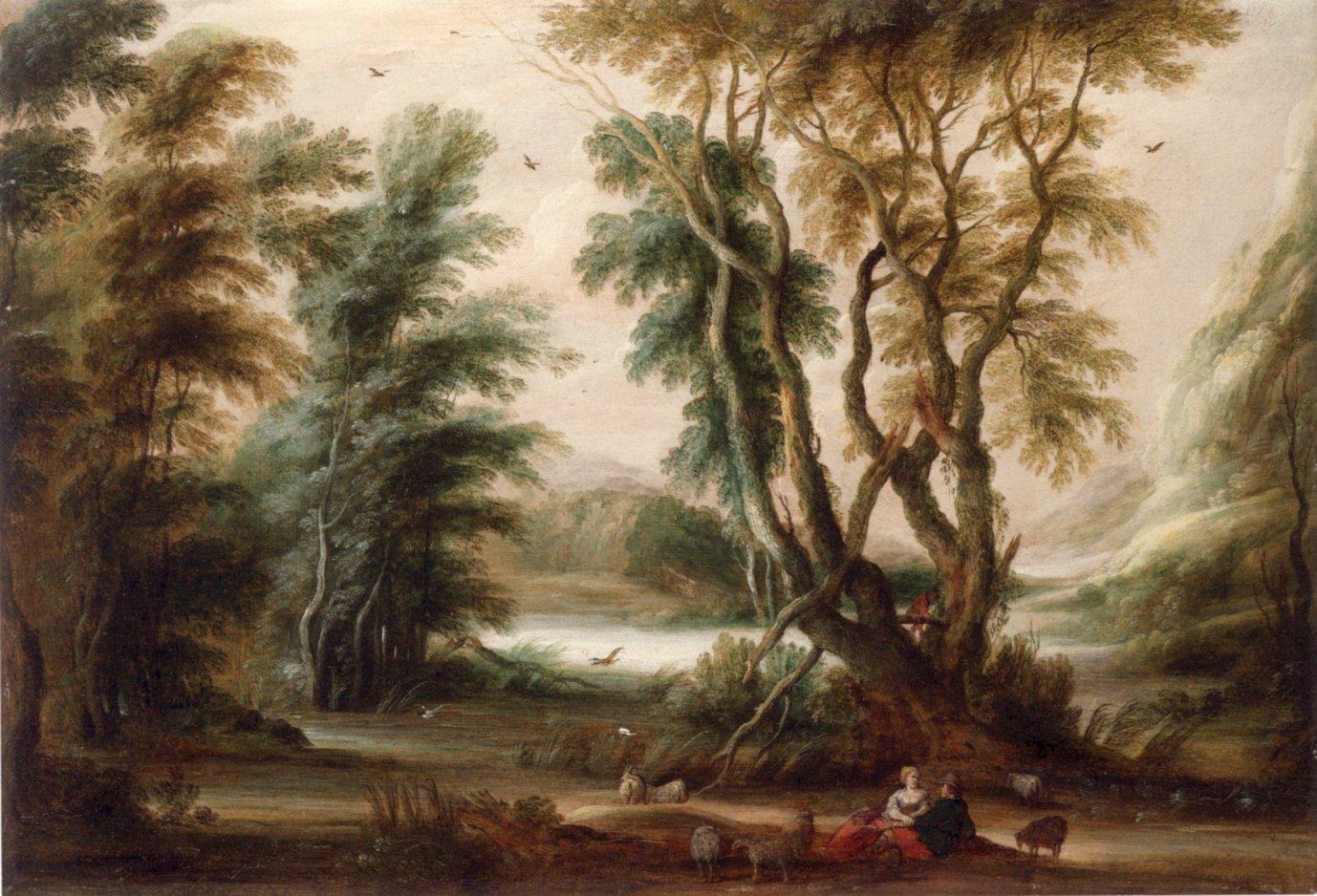
Gysbrecht Leytens, Bewaldete Flusslandschaft mit rastenden Hirten, Öl auf Holz, 40 × 57,8 cm

Gijsbrecht Leytens (* 1586 in Antwerpen; † 1643 oder 1656 in Antwerpen) ist ein flämischer Maler, der fast ausschließlich Winterlandschaften malte. Er wurde im Alter von zwölf Jahren Lehrling in der Antwerpener Werkstatt des Jacques Vrolyck,  wurde dann 1611 Mitglied der dortigen Lukasgilde und hatte ab 1617 wohl eine eigene Werkstatt mit eigenen Assistenten.
Leytens Themen sind kleine Figuren umgeben von großen Bäumen im Winterwald, ein Thema, das in der Kunst manchmal mit dem niederländischen Wort Winterken (Kleiner Winter) charakterisiert wird.